# Kersti Fulton
Kersti Anne Sofie Fulton, född 30 mars 1930 i Stockholm, är en svensk teckningslärare, tecknare och grafiker.
Hon är dotter till konsuln Nils Fulton och Saima Beijer. Fulton genomgick teckningslärarlinjen vid Konstfackskolan i Stockholm 1947-1951 samt deltog i en del mindre konstkurser. Hon medverkade i samlingsutställningen Unga tecknare på Nationalmuseum ett antal gånger.